# (11014) Svätopluk
(11014) Svätopluk est un astéroïde de la ceinture principale.

## Description
(11014) Svätopluk est un astéroïde de la ceinture principale. Il fut découvert le 23 août 1982 à Piszkesteto par Milan Antal. Il présente une orbite caractérisée par un demi-grand axe de 2,65 UA, une excentricité de 0,12 et une inclinaison de 7,0° par rapport à l'écliptique.

## Compléments